# Jüdischer Friedhof (Kerpen)

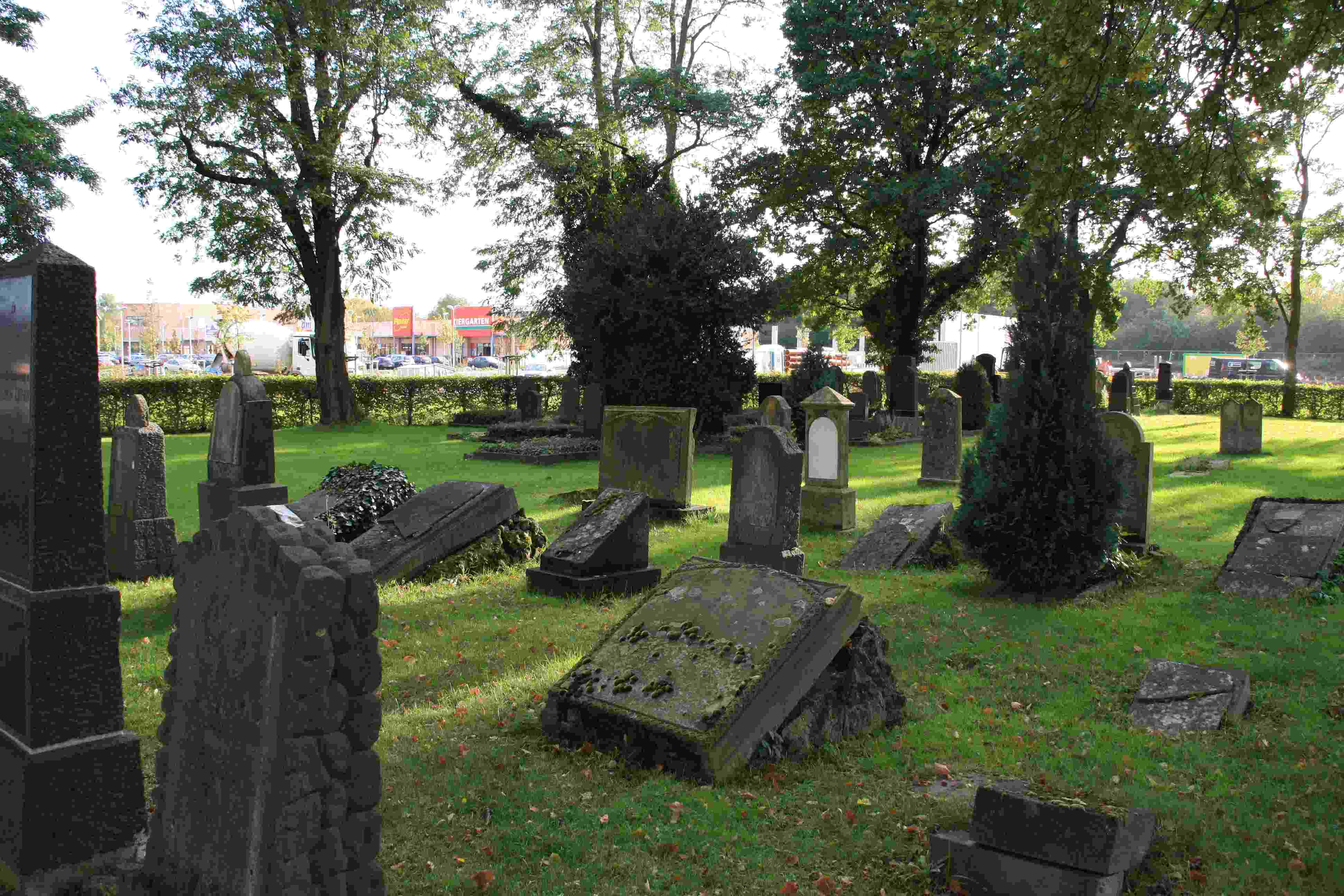
Teilansicht des Friedhofes

Der Jüdische Friedhof befindet sich in der Straße Auf dem Bürrig in Kerpen im Rhein-Erft-Kreis (Nordrhein-Westfalen).
Der Friedhof ist von einer Hecke mit einem Zaun umgeben. Die Rasenfläche ist von hohen Bäumen bewachsen. Der Friedhof befindet sich heute in einem neu erbauten Gewerbegebiet.
Der größte jüdische Friedhof im Kreisgebiet wurde von vor 1852 bis 1938 belegt. Es sind noch 91, nach anderen Zählungen 80 Grabsteine (Mazewot) vorhanden. Einige sind nicht mehr lesbar oder es sind nur noch Sockel vorhanden.
Gerd Friedt, der 2006 für die Erforschung des jüdischen Lebens in Bergheim und dem Rhein-Erft-Kreis mit dem Rheinlandtaler geehrt wurde, hat auch die Geschichte der Juden in Kerpen aufgezeichnet.